# Skrajny Wołoszyn
Der Skrajny Wołoszyn, auch Zadny Garb genannt, ist ein Berg in der polnischen Hohen Tatra mit einer Höhe von 2092 m n.p.m.

## Lage und Umgebung
Unterhalb des Gipfels liegen die Täler Dolina Roztoki und Dolina Waksmundzka. 
Nachbargipfel im Massiv des Wołoszyn sind Wierch nad Zagonnym Żlebem und der Pośredni Wołoszyn, der von ihm durch den Bergpass Niżnia Wołoszyńska Przełęcz getrennt wird.

## Etymologie
Der Name Skrajny Wołoszyn lässt sich als Äußerer Wołoszyn übersetzen. 

## Tourismus
Die Skrajny Wołoszyn war von 1903 bis 1932 Teil des Höhenwegs Orla Perć. Der Abschnitt vom Bergpass Krzyżne bis zur Alm Polana pod Wołoszynem wurde jedoch 1932 geschlossen. Das Gebiet stellt seither ein striktes Naturreservat dar. Es ist für Wanderer nicht zugänglich.

## Belege
- Zofia Radwańska-Paryska, Witold Henryk Paryski, Wielka encyklopedia tatrzańska, Poronin, Wyd. Górskie, 2004, ISBN 83-7104-009-1.
- Tatry Wysokie słowackie i polskie. Mapa turystyczna 1:25.000, Warszawa, 2005/06, Polkart ISBN 83-87873-26-8.